# 明叔慶浚
明叔慶浚（みんしゅくけいしゅん、生年不詳 - 天文21年8月28日（1552年9月16日））は、戦国時代末の臨済宗妙心寺派の高僧。飛騨国国人の三木直頼の義兄。諡は圓應大通禅師。希菴玄密の師とされる。

## 経歴
幼年の頃出家し飛騨国益田郡中切村の玉龍寺（岐阜県下呂市）にて景堂玄訥に師事する。その後諸国を遊歴して戻り景堂の法を嗣いだ。
永正17年（1520年）龍安寺西源院の敷地定書に妙心寺当住の景堂玄訥と伴に「侍衣慶浚」の名で署名している。
大永年間（1521年～1528年）に遊歴して荒廃していた甲斐国の恵林寺（山梨県甲州市）に入り中興した。また義弟の三木直頼の招きによって飛騨に戻り三木氏の菩提寺である益田郡中呂村の禅昌寺に入り再興始祖となった。
大永8年（1528年）4月には京都の妙心寺に入った。
享禄2年(1529年)、復興した愚渓寺で開堂式を行った。
享禄3年(1530年)、一時期　龍源山 興聖寺に移り、同年再び愚渓寺に戻った。
享禄4年(1531年)、飛騨国益田郡中呂の圓通寺に移った。
天文3年(1534年)6月に美濃国恵那郡遠山荘の地頭遠山景前の招きにより大圓寺（岐阜県恵那市）を再興し天文10年(1541年)まで止住した。
天文8年（1539年）6月27日に苗木遠山氏の遠山昌利の妻が70歳で亡くなり、7月1日に葬儀が行われ明叔慶浚が導師をつとめた。
また、新撰美濃志には、「兼山の浄音寺は、天文年中斎藤正義の創建、正義の書幅あり、賛は明叔が作にて終わりに天文己亥年八日如意日、遠阜野釋、明叔叟慶浚と記せり」とある。
遠阜とは大圓寺のことであるので、天文8年（1539年）には大圓寺に在住していたことがわかる。
天文8年(1539年）8月美濃国可児郡烏峰城主の斎藤正義は画工に命じて等身大の甲冑姿の肖像画を書かせたが、その中に明叔慶浚の讃が書かれており、浄音寺に現存している。
その後可児郡の愚渓寺(可児郡御嵩町)に移り再興した。愚渓寺には明叔慶浚の頂相が残っている。
天文10年(1541年）4月駿河の今川義元に招かれ臨済寺に入った。太原雪斎は宗派を妙心寺派に転じ明叔慶浚に一時的に住職の地位を譲っている。
その後、武田信玄から招かれて甲斐へ至り恵林寺を中興し、穴山信友のすすめで天輪寺（1959年に火災で焼失）に数日滞在した。そして信友に法諱として剣江義鉄を付与し「剣江」の道号頌を書いている。
天文11年（1542年）3月 再び臨済寺に戻り、今川氏輝の七回忌法要で副導師をつとめた。
天文11年（1542年）12月尾張国の瑞泉寺 に移り、一年間の輪番住山した。
その後は大圓寺と愚渓寺の両方の住持であったが、大圓寺に居ることが多かった。
天文18年（1549年）病を得て、8月中旬から9月末まで下呂温泉の湯之島で湯治をした。そのうち7～8日は近くの禅昌寺に宿泊した。
天文21年(1552年)岩村城主の遠山景前の次男で、苗木遠山氏に養子に入っていた遠山武景と伴に、京都へ旅立った。京都見物を終えた遠山武景は、明叔と別れ、6月に近江を経て鈴鹿山脈を越え伊勢から尾張に渡る舟に乗船中に盗賊に襲われ殺害された。
天文21年(1552年)7月中旬に、明叔が導師となって遠山武景の法要が行われた。　
天文21年(1552年)8月21日　明叔は妙心寺の塔頭の大心院にて遷化し圓應大通禅師という諡を賜った。

## 禅昌寺に残る明叔慶浚の書
岐阜県下呂市の禅昌寺に、法弟の希菴玄密からの求めに応じて明叔慶浚が書いた書が残っている。
「等公首座寄紙需雅厥稱書覚仙述埜偈一篇為證云 覚仙　欝単北矣㷔浮南、到得帰來置一庵、蹈轉明星高着眼、人々個々活●曇　天文十八年己酉龍集六月如意珠日」前妙心現住大圓明叔臾慶浚

## 異説
駿府の今川義元に招かれ臨済寺（静岡市）住職であったが、天文10年（1541年）に武田信玄により再興された恵林寺の住職となった。その後、飛騨に戻り、弟の三木直頼が再興した三木氏の菩提寺・禅昌寺の住持となった。『明叔録』を残した